# WIYN望遠鏡
WIYN天文台（WIYN Observatory）由WIYN聯盟擁有和經營。WIYN天文台擁有3.5公尺望遠鏡是亞利桑那州基特峰國家天文台第二大光學望遠鏡。
WIYN天文台的大部分資本成本由威斯康辛大學麥迪遜分校、印第安納大學和耶魯大學提供，而國家光學天文台提供大部分營運服務。 NOAO 是美國的一個機構，是國家光學天文台計劃，支援位於基特峰和其他地點的一系列地面望遠鏡。

## 望遠鏡
WIYN望遠鏡是一台帶有高度方位角支架的里奇-克萊蒂安望遠鏡。輕質硼矽酸鹽主鏡直徑為3.49885 公尺（137.75 英吋），由理查德·F·卡里斯鏡實驗室製造。

## 外部連結
- 维基共享资源上的相關多媒體資源：WIYN望遠鏡
- WIYN Observatory – official site.
- Abell 39 image by WIYN